# Gambia i olympiska sommarspelen 1992
Gambia deltog i de olympiska sommarspelen 1992 med en trupp bestående av fem deltagare, men ingen av landets deltagare erövrade någon medalj.

## Friidrott
Herrarnas 100 meter
- Abdoulie Janneh
  - Heat — 10,71 (→ gick inte vidare)